# Shaun le mouton, le film
Série
Shaun le mouton : La ferme contre-attaque
(2019)
Pour plus de détails, voir Fiche technique et Distribution.
Shaun le mouton, le film (Shaun the Sheep Movie) est un film d'animation franco-britannique (principalement animé en volume) adapté de la série du même nom réalisé par Mark Burton et Richard Starzack pour Aardman Animations, et sorti en 2015.
Un second volet, Shaun le mouton : La ferme contre-attaque est sorti en 2019.

## Synopsis
Shaun est un mouton malicieux qui vit dans une ferme avec ses congénères beaucoup moins malins que lui. Mais Shaun est las du train-train quotidien de la ferme. Il imagine alors d'endormir le fermier et de l'enfermer dans une caravane, afin d'avoir une journée de repos avec son troupeau. Mais les choses tournent mal : la caravane, mal calée, part à toute vitesse sur la route qui mène à la Grande Ville. Bitzer le chien se lance seul à sa poursuite, tandis que les cochons se sont cadenassés dans la ferme, laissant Shaun et le troupeau à l'extérieur, sans provisions. L'auge est vide et pas moyen d'atteindre les stocks d'aliments pour moutons. La solution s'impose : il faut aller chercher le fermier à la ville. Pendant ce temps, la caravane a fait une entrée mouvementée en ville et le fermier s'est retrouvé assommé par le choc final. À son réveil à l'hôpital, il a tout oublié de son ancienne vie.
Avec l'aide du troupeau, Shaun se prépare au voyage et prend le bus pour la grande ville. Arrivé dans un parking du centre-ville, il est témoin de la capture de Slip, une petite chienne errante, par Trumper, un redoutable agent de la fourrière qui se prend pour un officier des forces spéciales. Tandis que Shaun s'efforce de se cacher, le bus suivant arrive et Shaun s'aperçoit que tout le troupeau l'a suivi. Shaun et le troupeau doivent dès lors passer inaperçus en ville afin de rechercher leur fermier sans être capturés par Trumper. Ils se déguisent en humains en s'empilant à deux ou trois les uns sur les autres et en s'emmitouflant dans d'épais vêtements. Mais leurs recherches sont longtemps vaines. Ils s'installent dans un restaurant prestigieux pour déjeuner et tâchent de garder un comportement crédible en imitant tout ce que fait Jeff, une star qui mange non loin de leur table... mais ils doivent s'enfuir précipitamment lorsque Timmy, le plus jeune mouton du troupeau, s'échappe et dévore des gâteaux sur un chariot. Pendant ce temps, Bitzer multiplie les tentatives pour entrer dans l'hôpital où est soigné le fermier, mais il n'arrive pas jusqu'à sa chambre. Déguisé en chirurgien, il se retrouve à devoir diriger une opération, mais se trahit lorsqu'il ne peut s'empêcher de se jeter sur un succulent squelette suspendu près d'un mur et se fait capturer par Trumper. 
De son côté, le fermier finit par s'échapper de l'hôpital et erre au hasard des rues. Il finit par passer devant la vitrine d'un salon de coiffure de luxe où Jeff vient faire refaire sa coiffure abîmée pendant la débandade des moutons au restaurant. La vue des rasoirs électriques et des cheveux décolorés de Jeff rappelle au fermier des souvenirs brumeux et, instinctivement, il se jette sur la star et la coiffe comme il tondait ses moutons auparavant. Par bonheur, Jeff est ravi du résultat. Le fermier, aussitôt engagé par le salon de coiffure, lance ainsi une nouvelle mode et devient célèbre. Peu après, Shaun et le troupeau l'aperçoivent et Shaun entre chez le coiffeur, mais le fermier ne le reconnaît pas et le repousse. Shaun se fait ensuite capturer par Trumper. Il se retrouve à la fourrière, en compagnie de plusieurs animaux aux allures de psychopathes, mais il y retrouve aussi Pitzer et la petite chienne Slip. Le troupeau tente de faire évader Shaun en démolissant le mur de la prison, mais se trompe et démolit le mur des toilettes voisines à la place. La diversion aide tout de même Shaun, Pitzer et Slip à s'échapper par la ruse. Tout le troupeau s'enfuit et Slip les guide jusqu'à un recoin sûr en passant par les égouts et les toits. Mais comme le fermier ne les reconnaît plus, le moral du troupeau est au plus bas. 

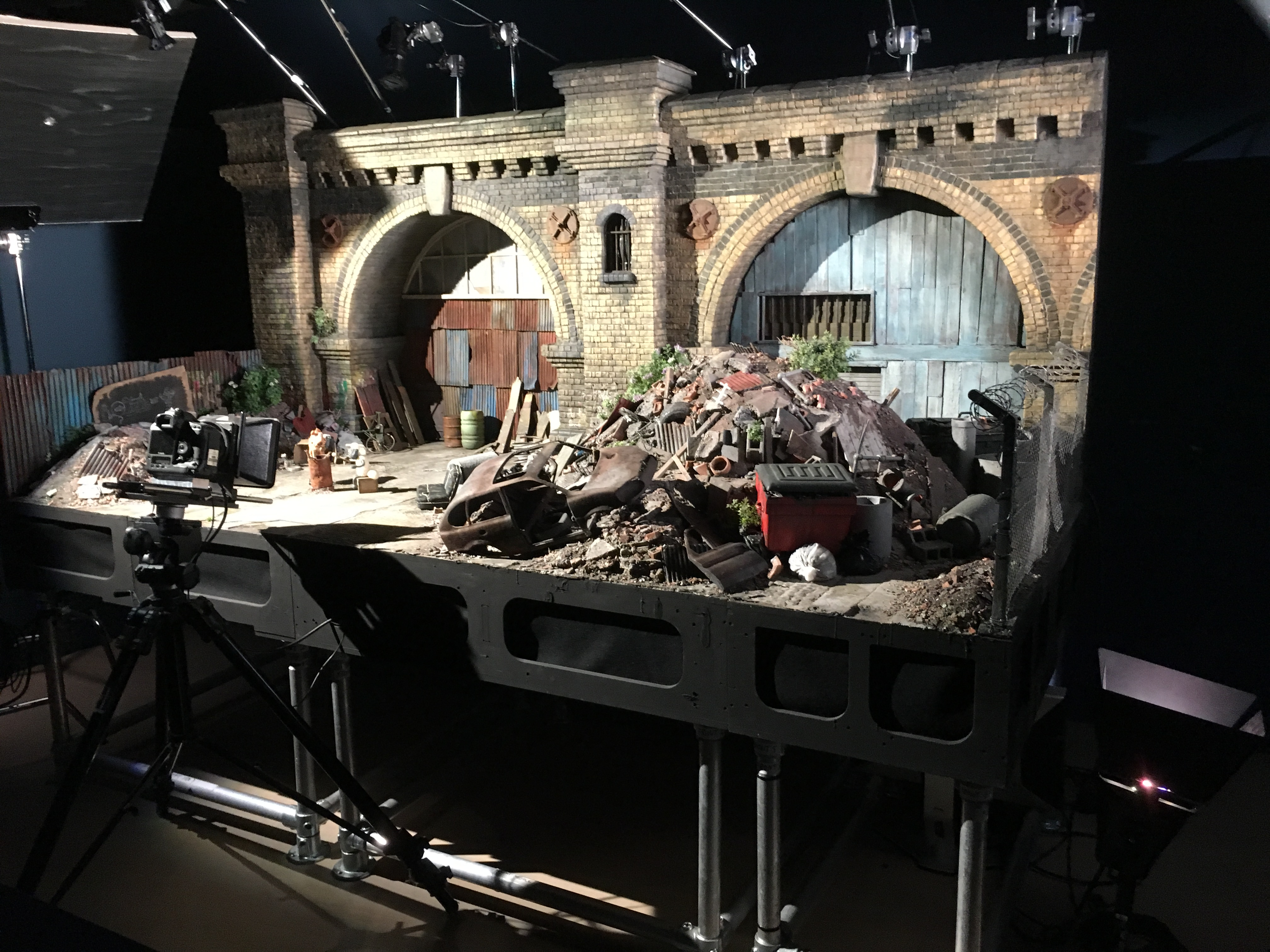
Maquette du dépotoir où les moutons ont trouvé refuge et où Shaun conçoit son plan.

Shaun conçoit alors un nouveau plan : à l'aide de débris domestiques environnants, il construit une sorte de cheval semi-mécanique capable d'abriter tout le troupeau afin d'aller capturer le fermier, de le replacer dans la caravane et de retourner à la ferme. Le plan fonctionne à peu près, mais Trumper a tôt fait de se lancer à leur poursuite. Il les suit ainsi jusqu'à la ferme où, rendu fou de rage par leurs tours pour se débarrasser de lui, il se met en devoir de les précipiter tous dans le ravin voisin en utilisant une machine agricole pour y pousser la fragile cabane où le troupeau s'est réfugié avec Pitzer et le fermier. Par bonheur, le fermier, se voyant entouré de Shaun, de Pitzer et de son troupeau, retrouve enfin la mémoire. Avec son aide, Shaun et les animaux de la ferme arrivent à mettre Trumper hors de combat. Les cochons font précipitamment le ménage dans la ferme. La vie quotidienne peut reprendre, mais le fermier et ses animaux prennent désormais mieux soin les uns des autres.

## Fiche technique
- Titre original : Shaun the Sheep Movie
- Titre français : Shaun le Mouton, le film
- Réalisateurs et scénaristes : Mark Burton (en) et Richard Starzak (en)
- Musique : Ilan Eshkeri
- Photographie : Charles Copping et Dave Alex Riddett
- Montage : Sim Evan-Jones
- Animation : Will Becher et Laurie Sitzia-Hammond
- Producteurs : Paul Kewley, Julie Lockhart, Peter Lord et David Sproxton
  - Producteurs exécutifs : Nick Park, Olivier Courson et Ronald Halpern
- Production : Aardman Animations (Royaume-Uni) et Studiocanal (France)
- Distribution : Studiocanal (France, Royaume-Uni et Allemagne notamment), Lionsgate (États-Unis), Remstar (Québec)
- Pays d'origine :  France et  Royaume-Uni
- Langue : Anglais
- Genre : Animation, comédie
- Durée : 85 minutes
- Dates de sortie[1] :
  - États-Unis : 24 janvier 2015 (festival du film de Sundance 2015)
  - Royaume-Uni : 6 février 2015
  - Suisse : 18 mars 2015
  - France : 1er avril 2015
  - Belgique : 8 avril 2015

## Distribution

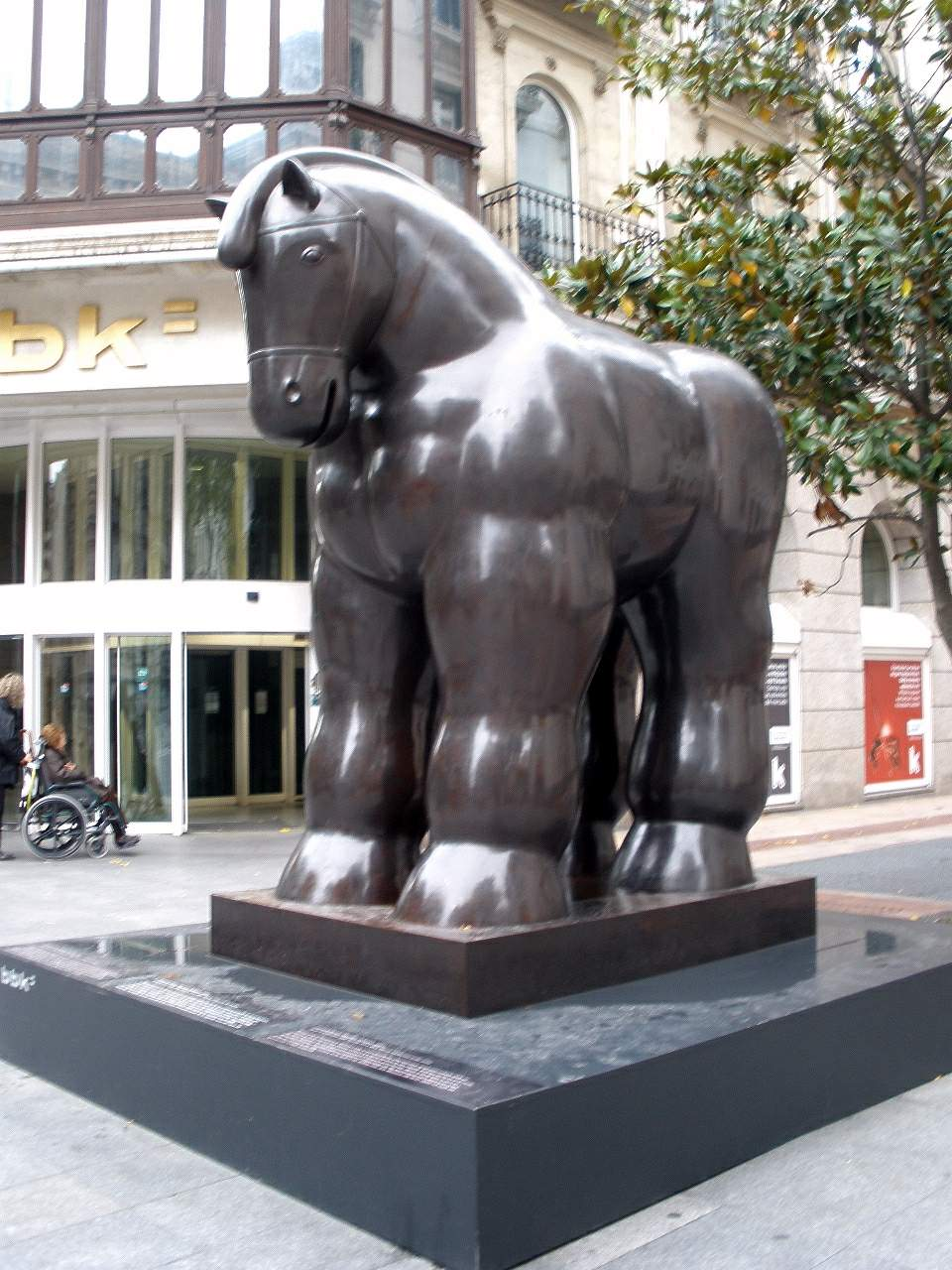
Le cheval mécanique qui sert à Shaun pour faire sortir le fermier hors de la grande ville ressemble à la sculpture Caballo con bridas de Fernando Botero.

- Nick Park : lui-même (caméo en tant qu'ornithologue amateur)
- Justin Fletcher : Shaun le mouton et Timmy l'agneau
- John Sparkes : le chien Bitzer et le fermier
- Omid Djalili : Trumper, l'agent de la fourrière
- Richard Webber : le gros mouton Shirley
- Kate Harbour : la brebis mère de Timmy, et Meryl
- Tim Hands : Slip, la chienne errante
- Andy Nyman : le mouton Nuts
- Simon Greenhal : les moutons jumeaux
- Emma Tate (en) : le mouton Hazel
- Jack Paulson : Jeff, la vedette dans le salon de coiffure
- Henry Burton : le docteur junior et le visiteur de la fourrière pour animaux
- Stanley Unwin : la voix du bus et l'hôpital

## Conception du film
La technique d'animation employée pour le film est l'animation en volume, déjà utilisée pour la série télévisée Shaun le mouton et pour la plupart des précédents films des studios Aardman. L'ensemble des éléments du film est fabriqué en volume dans les studios. Les personnages sont des figurines dotées de squelettes métalliques plus ou moins élaborés et qui sont légèrement déplacés entre chaque image afin de filmer chaque scène image par image. Le passage de Shaun au grand écran implique cependant quelques différences. Les décors sont plus grands et divisés en de nombreux éléments amovibles afin de faciliter l'accès de tous les coins du plateau à l'équipe de tournage. Les animateurs détaillent davantage les personnages, en particulier leurs expressions faciales (regards, bouches, etc.). Comme les épisodes de la série, le film ne comprend aucun dialogue articulé : les personnages s'expriment par cris d'animaux ou par grognements et syllabes inintelligibles (pour les humains), ce qui implique de faire comprendre l'intrigue et les émotions des personnages par d'autres moyens, principalement l'animation elle-même, la réalisation et la musique.

## Accueil

### Sortie
En France, le film Shaun le Mouton sort en avril 2015.

### Accueil critique
Sur l'agrégateur américain Rotten Tomatoes, le film récolte 99 % d'opinions favorables pour 167 critiques. Sur Metacritic, il obtient une note moyenne de 81⁄100 pour 30 critiques.
En France, le site Allociné propose une note moyenne de 4,3⁄5 à partir de l'interprétation de critiques provenant de 26 titres de presse.

### Box-office
En France, à la fin de l'année 2015, le film cumule environ 996 000 entrées.

## Distinctions

### Nominations
- Golden Globes 2016 : meilleur film d'animation
- Oscars 2016 : Meilleur film d'animation
- BAFTA 2016 : meilleur film d'animation